# Route 208 (Nouvelle-Écosse)
Pour les articles homonymes, voir Route 208.
La route 208 est une route secondaire de la Nouvelle-Écosse d'orientation est-ouest principalement, située dans le sud-ouest de la province. Elle relie la route 8 à la route 10. De plus, elle traverse une région boisée, mesure 38 kilomètres, et est une route pavée sur toute sa longueur.

## Tracé
La 208 débute à South Brookfield, sur la route 8. Elle se dirige vers l'est pendant 15 kilomètres, jusqu'à Colpton, où elle croise la route 325 et se dirige vers le nord-est. Elle se termine 20 kilomètres plus loin, sur la route 10, à New Germany.

## Intersections principales
| Route 208          |                  |    |                                   |                           |
| Comté              | Location         | km | Intersection/Destinations         | Notes                     |
| Queens             | South Brookfield | 0  | R-8, Liverpool, Annapolis Royal   | extrémité ouest de la 208 |
| Comté de Lunenburg | Colpton          | 18 | R-325 est, Bridgewater, Lunenburg |                           |
| Comté de Lunenburg | New Germany      | 38 | R-10, Bridgewater, Middleton      | extrémité est de la 208   |